# Stefano Agostini
Stefano Agostini (Forlì, 20 de setembro 1615 - Roma, 21 de março de 1683) foi um cardeal do século XVII

## Biografia
Nasceu em Forlì em 1614. Quinto dos oito filhos de Bonamente Agostini e Lucrezia Ginevra Paolucci; os outros filhos eram Chiara, Barbara, Simone, Paolo, Giuseppe, Bonamente e Giovanni. Sobrinho do Cardeal Francesco Paolucci (1657)
Estudou na Universidade de Bolonha, onde obteve o doutorado em utroque iure , tanto em direito canônico quanto em direito civil.
Chamado a Roma por seu tio. Auditor geral da legação em Bolonha. Retornou a Roma no pontificado do Papa Alexandre VII, que o nomeou camareiro particular, esmoler secreto e cônego do capítulo da basílica patriarcal do Vaticano. Recebeu o subdiaconato e o diaconato. Referendário dos Tribunais da Assinatura Apostólica de Justiça e de Graça. Prelado doméstico de Sua Santidade. Secretário da Congregação para os Assuntos Espanhóis
Eleito arcebispo titular de Eraclea, com dispensa de ter recebido apenas o diaconado, em 3 de dezembro de 1669. Consagrado, em 14 de junho de 1671, em Roma, pelo cardeal Cesare Fachinetti, auxiliado por Mario Fani, bispo titular de Cirene, e por Nicola Lepori, bispo de Saluzzo. Secretário de Memoriais do Papa Clemente IX. Datário de Sua Santidade, 28 de setembro de 1676 até Maech 1683.
Criado cardeal sacerdote no consistório de 1º de setembro de 1681; recebeu o barrete vermelho e o título de S. Giovanni a Porta Latina, em 22 de setembro de 1681. Pró-datário de Sua Santidade.
Morreu em Roma em 21 de março de 1683, por volta das 2h, no palácio do Vaticano. Exposto na igreja de S. Maria in Vallicella, Roma, onde ocorreu o funeral em 23 de março de 1683, e sepultado à tarde nessa mesma igreja; há uma longa e honrosa inscrição em seu túmulo